# Asterinidae
Asterinidae ist der Name einer Familie von Seesternen in der Ordnung der Klappensterne (Valvatida), die in allen Weltmeeren von der Tiefsee bis zu den Uferzonen und von den Polargebieten bis zu den Tropen vertreten ist. Es sind etwa 150 Arten bekannt.

## Beschreibung
Die Asterinidae sind in der Regel kleine bis sehr kleine, oben abgeflachte Seesterne mit meist fünf sehr kurzen Armen, was ihnen oft eine fünfeckige Gestalt verleiht. Der Rand dieser Seesterne ist dünn und mit nur sehr kleinen, unauffälligen Seitenplättchen versehen. Die Kalkplättchen in der Haut auf der Oberseite sind halbmondförmig und geben so dieser den Ausdruck eines Strickmusters.

## Einige Arten
Die meisten Arten der Asterinidae sind klein und leben verborgen unter Steinen, in Felsspalten oder anderen Verstecken. Zu den Asterinidae gehört mit der nur etwa 1 cm großen Asterina phylactica der kleinste bekannte Seestern. Lediglich in der Tiefsee gibt es auch große Arten, in der Gattung Anseropoda bis über 45 cm.
Einige Arten – unter anderem in den Gattungen Meridiastra und Aquilonastra – können sich durch Fissiparie ungeschlechtlich vermehren, so dass eine einzige Larve zur Besiedlung eines neuen Lebensraums ausreicht. Wie andere Seesterne auch, machen die meisten Arten der Asterinidae eine Entwicklungszeit als frei schwimmende Bipinnaria-Larven durch. In der Gattung Asterina, zu der Hermaphroditen gehören, gibt es dagegen Übergänge zur direkten Entwicklung. Die Embryonen von Asterina gibbosa ernähren sich von Eidotter und schlüpfen direkt als Brachiolaria-Larve, die umgehend die Metamorphose zum Seestern durchmacht. Andere Arten dieser Gattung wie Asterina phylactica und Asterina pancerii brüten dagegen ihre Jungen aus, so dass fertige Seesterne die Obhut der Mutter verlassen.
Die meisten Arten dieser Familie ernähren sich von Detritus, Aas, toten Pflanzen oder dem aus Algen und Bakterien bestehenden Belag der Felsen, wozu die Seesterne den Magen ausstülpen und gegen den Untergrund pressen. Es gibt jedoch einige Fleischfresser: So bildet Stegnaster inflatus Hutton, 1872 mit seinen Armen eine Art Zelt, in das einige Tiere auf der Suche nach einem Unterschlupf kriechen. Im richtigen Moment lässt sich der Seestern fallen und verschlingt die Beute, meist kleine Krebse.

## Gattungen
Laut O’Loughlin & Waters (2004) gibt es in der Familie Asterinidae 116 Arten in 21 Gattungen, während es sich laut World Register of Marine Species um 150 Arten in 25 Gattungen handelt. Dies sind:
- Ailsastra O’Loughlin & Rowe, 2005
- Allopatiria Verrill, 1913
- Anseropoda Nardo, 1834
- Aquilonastra O’Loughlin in O’Loughlin & Waters, 2004
- Asterina Nardo, 1834
- Asterinides Verrill, 1913
- Asterinopsis Verrill, 1913
- Callopatiria Verrill, 1913
- Cryptasterina Dartnall & al. 2003
- Disasterina Perrier, 1875
- Indianastra O’Loughlin in O’Loughlin & Waters, 2004
- Kampylaster Koehler, 1920
- Manasterina H.L. Clark, 1938
- Meridiastra O’Loughlin, 2002
- Nepanthia Gray, 1840
- Paranepanthia Fisher, 1917
- Parvulastra O’Loughlin in O’Loughlin & Waters, 2004
- Patiria Gray, 1840
- Patiriella Verrill, 1913
- Pseudasterina Aziz & Jangoux, 1985
- Pseudonepanthia A.H. Clark, 1916
- Pseudopatiria O’Loughlin in O’Loughlin & Waters, 2004
- Stegnaster Sladen, 1889
- Tegulaster Livingstone, 1933
- Tremaster Verrill, 1880
- Ctenaster L. Agassiz, 1836
- Desmopatiria Verrill, 1913

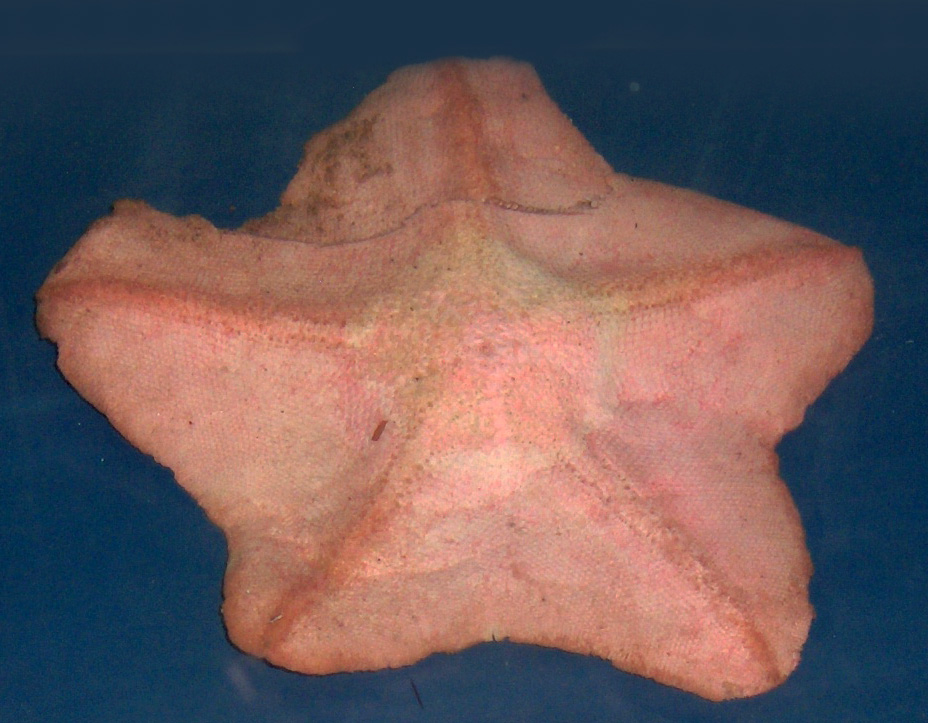
Anseropoda placenta
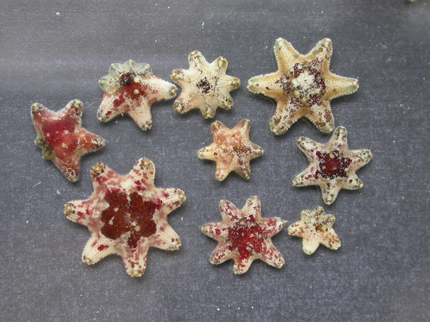
Aquilonastra conandae
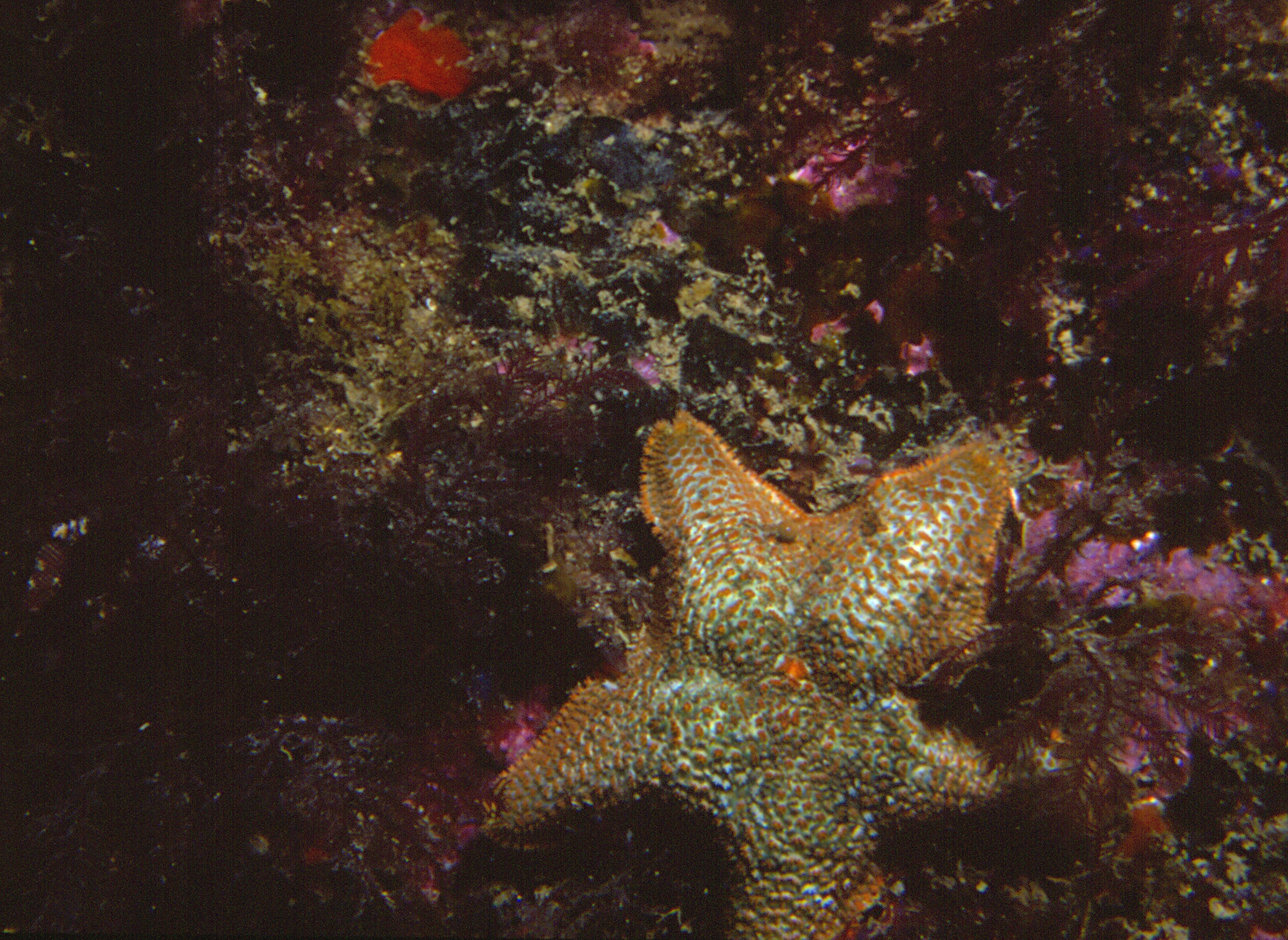
Asterina gibbosa
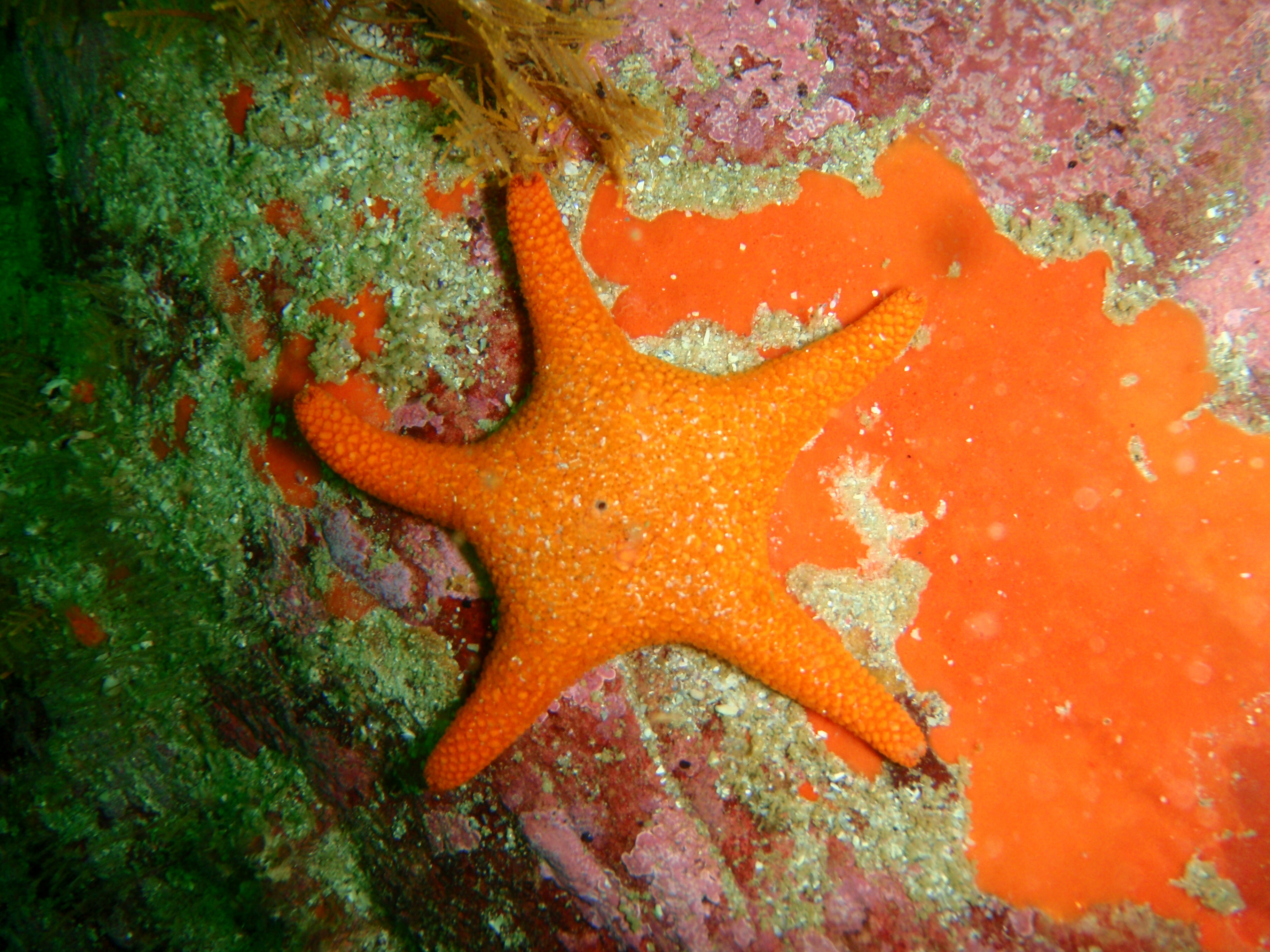
Callopatiria granifera
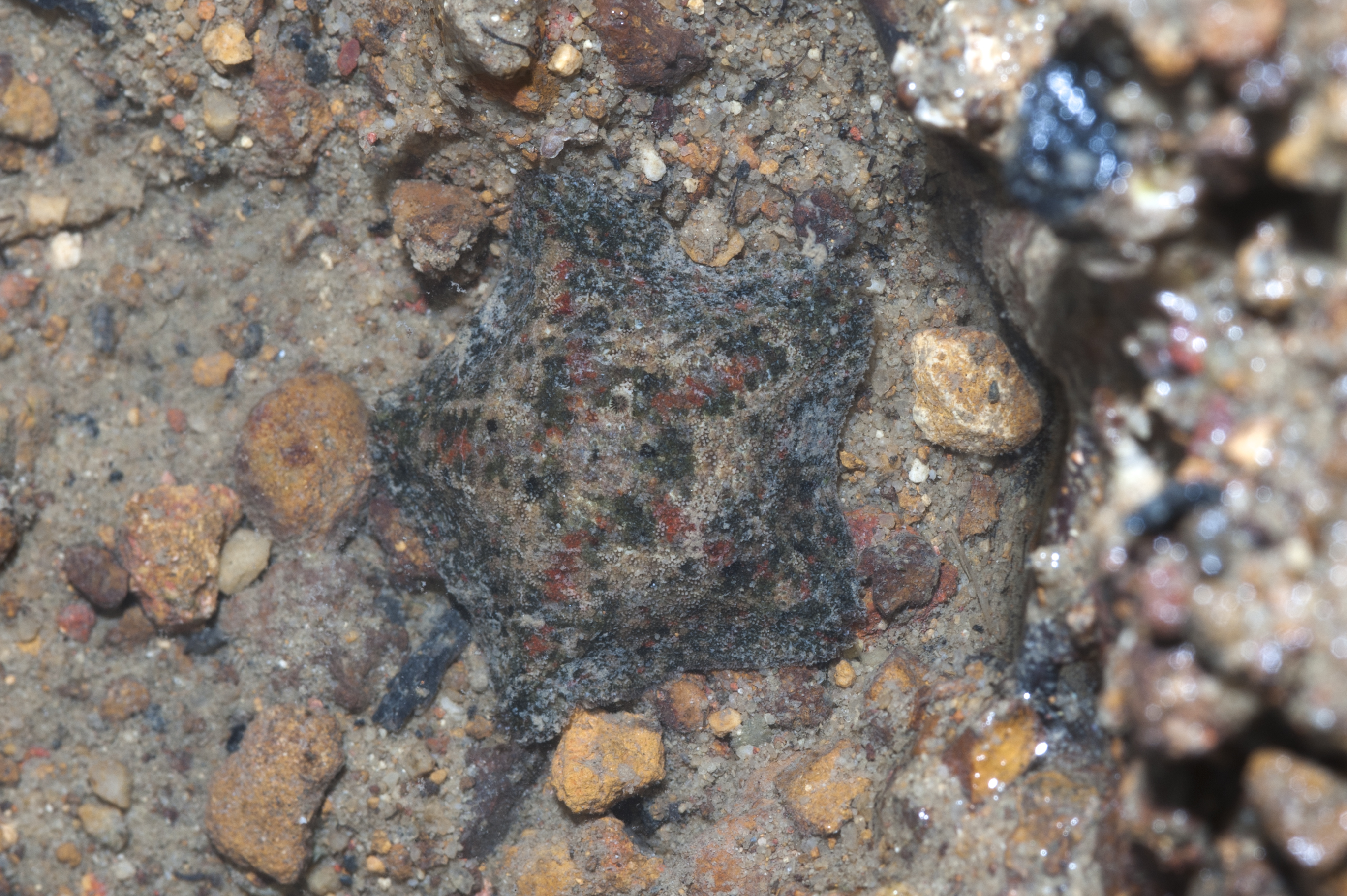
Cryptasterina sp.
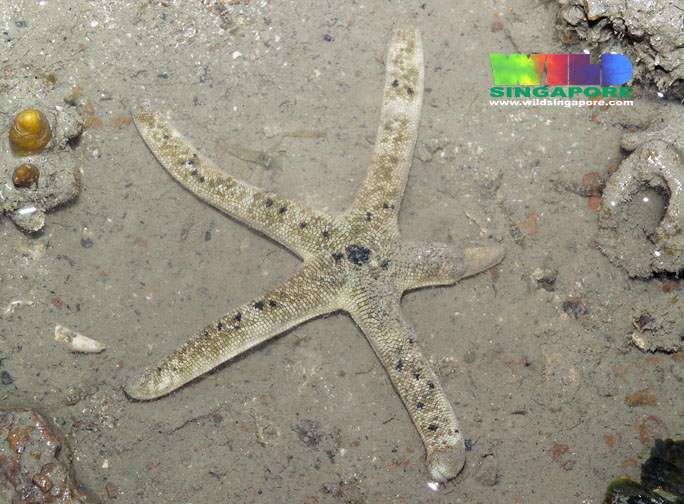
Nepanthia maculata
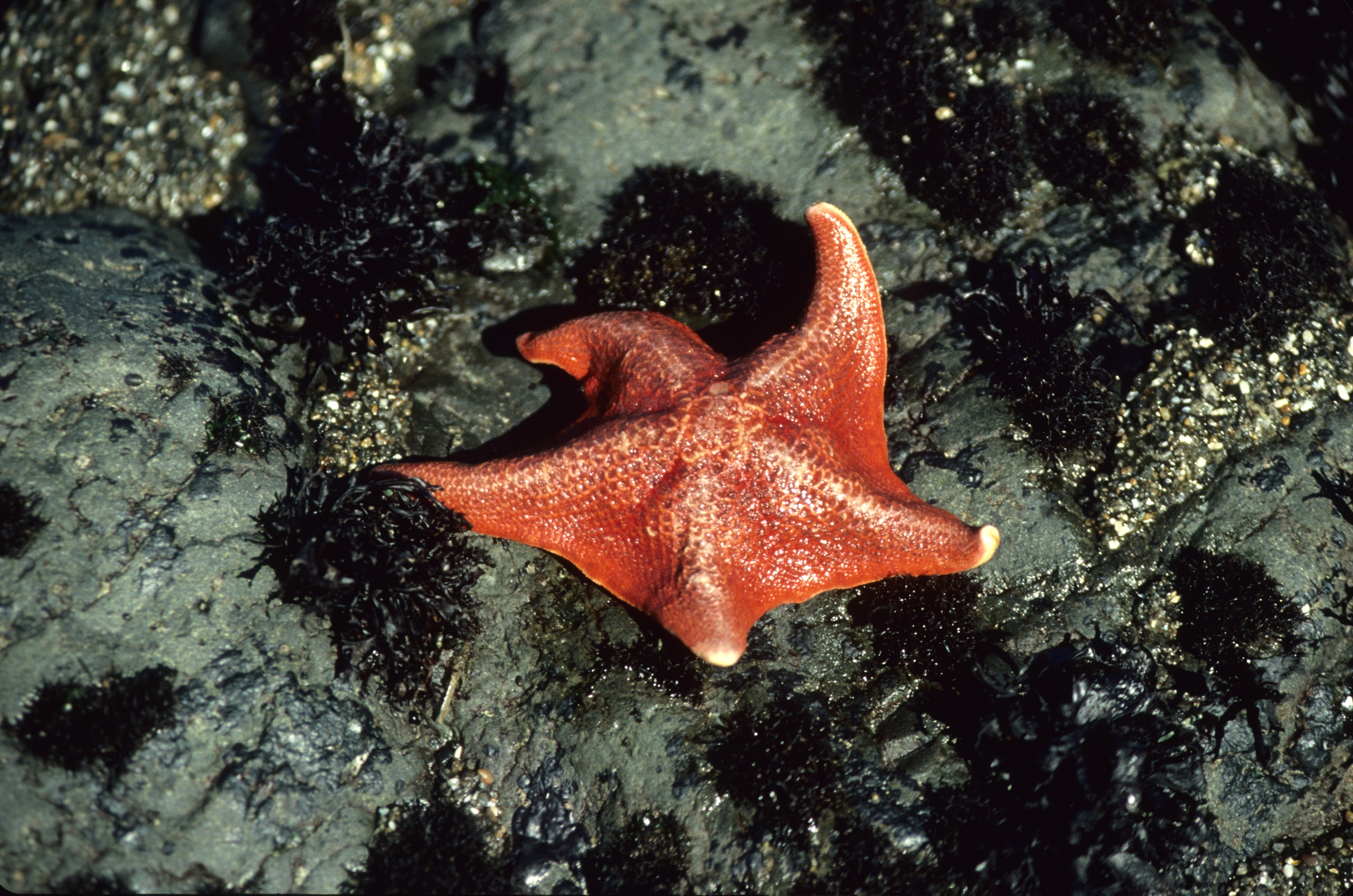
Patiria miniata
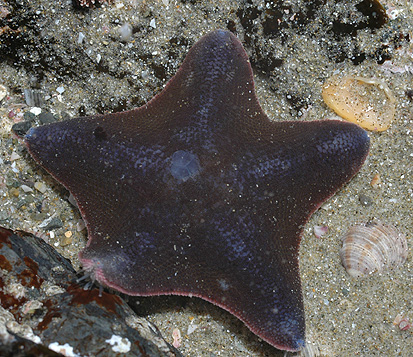
Patiriella regularis
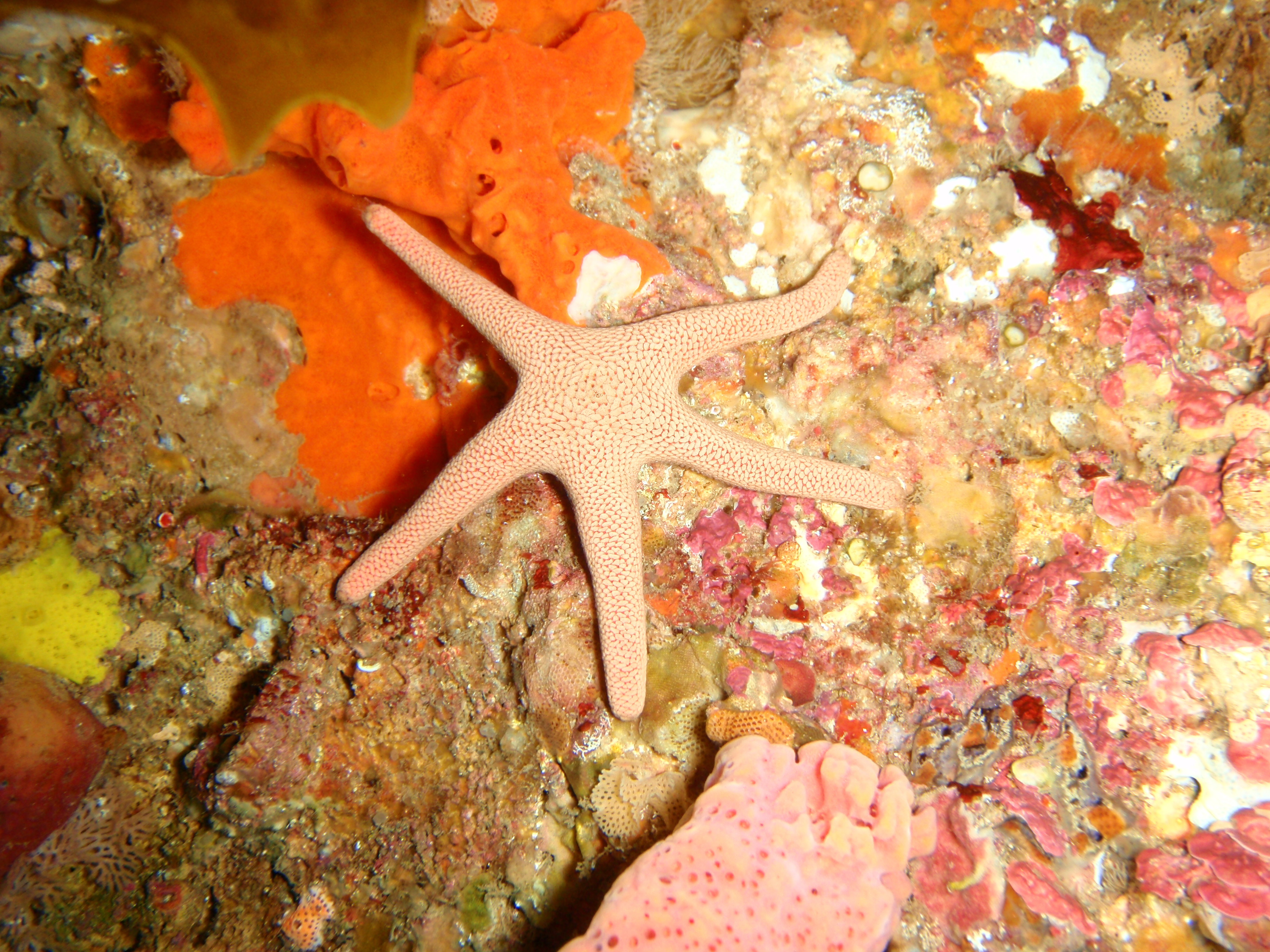
Pseudonepanthia troughtoni
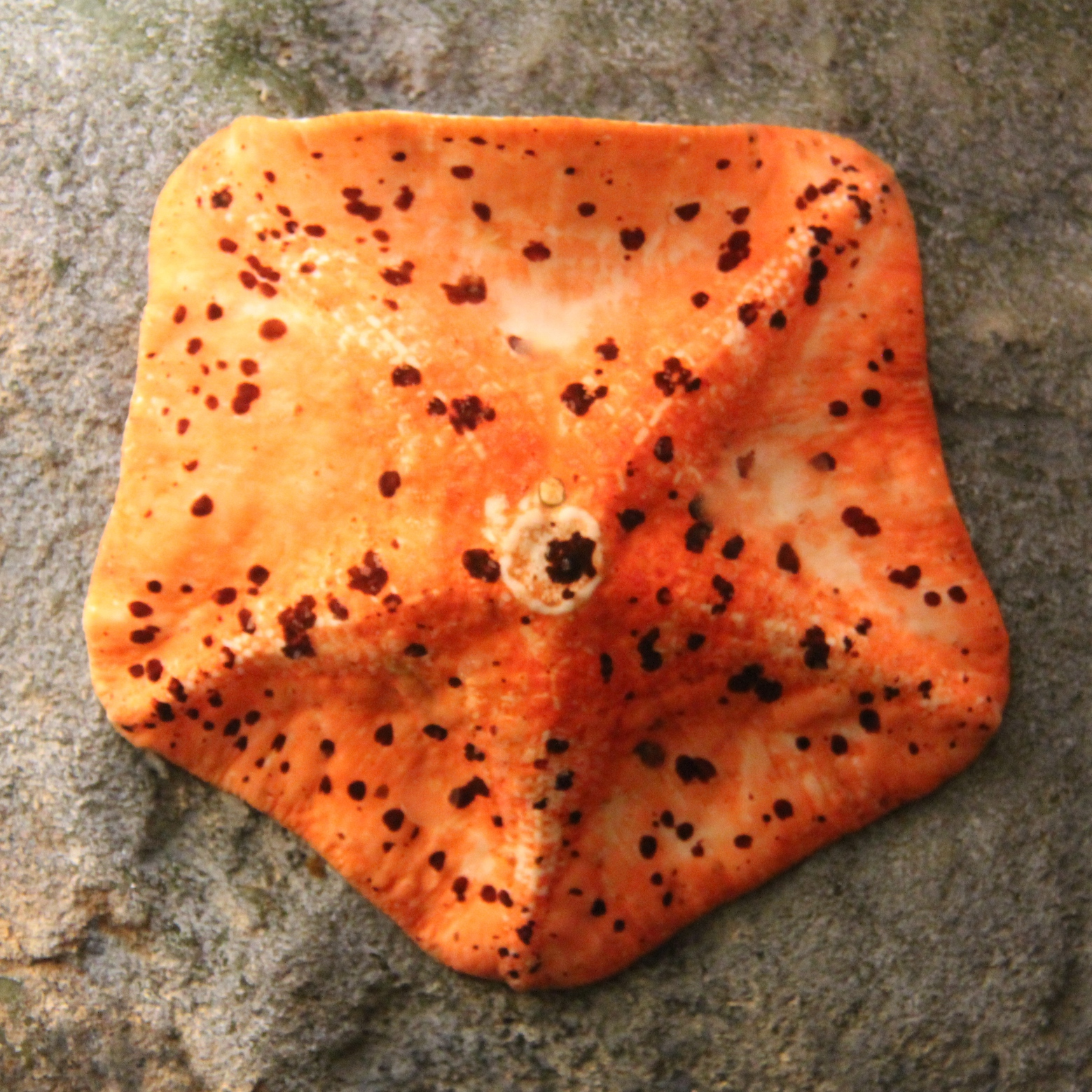
Stegnaster inflatus
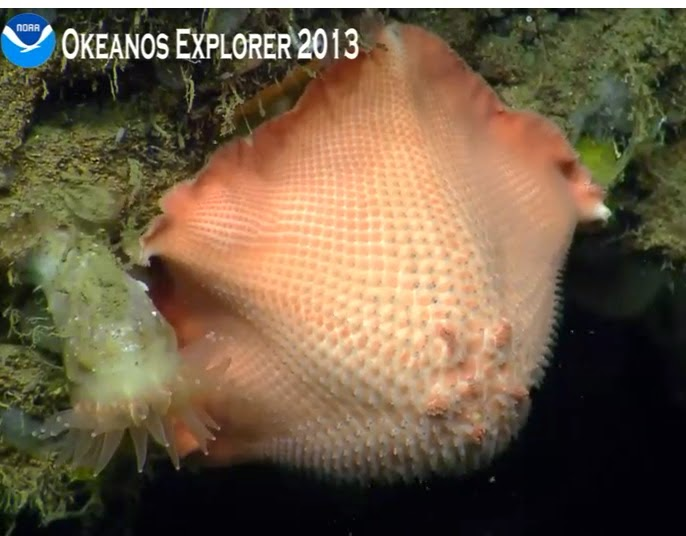
Tremaster mirabilis